# Jugendamt
 (mai 2023).

Le Jugendamt (littéralement « office de la jeunesse ») est le nom donné aux administrations publiques chargées de l’aide sociale à l'enfance, de la protection de la jeunesse et de l’assistance aux familles dans les pays de langue allemande, c’est-à-dire l’Allemagne, l’Autriche et la partie alémanique de la Suisse. Le terme « Jugendamt » au singulier peut désigner aussi bien l’administration dans son ensemble, qu’une de ses antennes locales, le pluriel étant alors « Jugendämter ».
Cet article traite principalement du Jugendamt en Allemagne. Son organisation et ses fonctions y sont fixées par la loi fédérale (Code social livre VIII et Code civil) et ont été redéfinies en 1991 par la loi sur l’aide à l’enfance et à la jeunesse (Kinder- und Jugendhilfegesetz ou KJHG).

## Histoire du Jugendamt en Allemagne

### Contexte social
L’apparition et la structure actuelle du Jugendamt peut être rattachée à la structuration de la société par les valeurs familiales traditionnelles dites de la « famille souche », type anthropologique uniformément dominant dès le Moyen Âge dans les pays germaniques: autorité, inégalité et intégration hiérarchique de l’individu dans la collectivité. Dans toutes les régions d’Europe où dominait ce type de structure familiale dans lequel l’homogénéité du corps social est une priorité fondamentale, se sont développées, à partir de la deuxième moitié du XIXe siècle, des préoccupations sociales. Elles se retrouvent logiquement en Allemagne dès les années 1880, avec l’apparition de la sécurité sociale.
La tradition ancestrale inégalitaire de l’héritage en indivision, qui confiait la ferme ou les biens familiaux au seul aîné de la fratrie, et rejetait en dehors des familles de très nombreux jeunes adultes (les cadets) interdits de mariage, avait fini par entraîner une fréquence considérable des naissances illégitimes, bien plus que dans la plupart des pays d’Europe. Des associations de bienfaisance s’étaient donc spontanément créées dès la fin du XIXe siècle pour accueillir les filles-mères et leurs enfants.

### Création
Répondant à un certain nombre d’initiatives locales, souvent associatives, l’État central décida la création, par la loi sur la protection de la jeunesse (RJWG, Reichsjugendwohlfahrtsgesetz) du 7 juillet 1922, d’un office de la jeunesse, le « Jugendamt », administration publique sous contrôle municipal pour les villes d’une certaine importance. Par cette loi chaque Jugendamt était chargé d’assister la mère dans sa maternité, de trouver le père et s’exiger de lui le versement d’une pension, et enfin d’exercer une tutelle d’office sur les enfants en question. Le code civil allemand de 1900 ne conférait le statut de parent ni au père ni à la mère d’un enfant né hors mariage; cette mesure législative ne sera modifiée qu’à partir de 1969 pour la mère (loi du 19 août 1969 sur la condition juridique des enfants nés hors mariage), et en 1998 seulement pour le père.
Selon certains auteurs, l’une des principales raisons d’être du Jugendamt à sa création a été l’objectif de l’État d’aider l'enfant naturel dans la quête de son père et de rapprocher sa situation de celle de l'enfant légitime. Le Jugendamt agissait dès lors comme un tuteur « ad  hoc » c’est-à-dire porteur d’une mission spécifique) qui se charge d'établir sa filiation paternelle et de faire valoir ses droits auprès de son père, prérogatives dont est privée la mère. L'autorité publique insistait également sur l'importance de trouver un père à l'enfant né d'une femme seule. Partant de l'argument que le géniteur a l'obligation de nourrir l'enfant, l'État y voyait une possibilité de limiter ses cotisations sociales. L'enfant qui avait un père « alimentaire » (Zahlvater) n'était pas à la charge de l'assistance publique.

### Le Jugendamt sous le nazisme
Déjà important lors de sa création, l’interventionnisme du Jugendamt dans la vie privée des citoyens s’accrut considérablement durant les années 1930 sous l’impulsion de l’État national-socialiste. Les missions de contrôle éducatif du Jugendamt furent renforcées, les familles étant fortement incitées à relancer la natalité du pays et à confier leurs enfants dès le plus jeune âge à des organisations politiques : les jeunesses hitlériennes (Hitlerjugend, HJ) pour les garçons, et la fédération des jeunes filles allemandes (Bund des deutschen Mädel, BDM).
Dans son projet de repeuplement racialement « pur » et à marche forcée, le IIIe Reich a dès ses débuts pratiqué une politique volontariste d’incitation à la natalité, avec des pénalités aux couples sans enfant, l’interdiction du travail des femmes, et des sanctions très sévères en cas d’avortement. Signifiant littéralement « fontaine de vie » (de Leben, vie, et de Born, vieil allemand signifiant fontaine), le programme Lebensborn apparut officiellement fin 1935 à l’initiative de l’office central de la race et du peuplement du Reich et sous la responsabilité personnelle de Himmler, sous la forme d’une association : une crèche accueille les enfants, et une clinique reçoit les femmes, les fiancées, les amies des hommes de la SS et de la police sur le point d’accoucher.
Le recrutement et la sélection des futures mères pour les Lebensborn constitua jusqu’à l’effondrement du Reich un constant sujet de préoccupation pour Himmler. Les volontaires étaient nombreuses, et la sélection physique sévère, sur la base de critères anthropométriques notamment. Les foyers se multiplièrent dès 1936, équipés de médecins, de sages-femmes et d’infirmières : Steinhöring en Bavière, Wernigerode dans le Harz, Klosterheide dans le Mark, Bad-Polzin en Poméranie. D’emblée, de strictes consignes de secret furent ordonnées par Himmler, en raison de la méfiance des populations avoisinantes. La mère après la naissance pouvait repartir avec l’enfant, ou le confier à l’État pour qu’il devienne un « SS-Kind ».
L’hystérisation du besoin d’enfant allant croissant à l’approche de la guerre, le programme Lebensborn développa un volet spécifique de rapt d’enfants à l’étranger, encore plus secret, qui commença à fonctionner à plein régime à partir de 1940, surtout depuis la Pologne. Les enfants les plus blonds et les plus conformes à l’anthropométrie nazie étaient repérés et enlevés dans les rues par les « sœurs brunes », des religieuses infirmières spécialement formées pour repérer les enfants racialement compatibles. Parfois elles se rendaient directement chez les parents, accompagnés de détachements SS. Les enfants demeuraient quelque temps dans un foyer localement, puis étaient transférés en Allemagne ou en Autriche sous la responsabilité du Jugendamt, souvent pour y être adoptés, ou sinon placés en foyer. Des pièces d’identité allemandes leur étaient établies par un détachement spécifique du Lebensborn. Parmi les 200 000 à 300 000 enfants ainsi volés, la plus grande partie, surtout les plus jeunes qui avaient perdu rapidement l’usage de leur langue maternelle, ne furent jamais retrouvés après la guerre. Les principaux responsables SS du programme Lebensborn, son directeur Max Sollmann et le médecin Gregor Ebner, ne furent pas inquiétés après la guerre, et restèrent en Allemagne. Ils étaient encore en vie dans les années 1970.

### Le Jugendamt depuis 1945
Après 1945, les missions du Jugendamt furent particulièrement tournées vers la prise en charge des nombreux enfants orphelins d’un ou de deux parents. Durant l’occupation alliée, à partir de 1947, le Jugendamt fut subordonné au ministère de l’intérieur, avant de retourner en 1953 (pour la partie désormais occidentale de l’Allemagne) sous administration locale, à la charge des Kreise et des communes. La loi sur la protection de l’enfance de 1922 (RJWG) fut réinstaurée ; en 1961 elle fut renommée JWG (Jugendwohlfahrtsgesetz) et modifiée, plaçant au centre du dispositif social le droit de tout mineur à des « prestations » (Leistungen) d’aide éducatives et sociales, ainsi que le poids du secteur privé associatif dans la fourniture de ces prestations. Cette loi fut entièrement refondue en 1990 et remplacée par la loi actuelle sur l’aide à l’enfance et la jeunesse (Kinder- und Jugendhilfegesetz ou KJHG), entrée en vigueur le 1er janvier 1991 dans l’ensemble des Länder de l’Allemagne réunifiée.

## Structure et fonctionnement en Allemagne

### Organisation administrative
Le Jugendamt, comme la grande majorité des administrations en Allemagne, est organisé de manière décentralisée. Les aspects législatifs de l’aide sociale et à la jeunesse sont imprimées par des lois fédérales, mais leur mise en œuvre est du ressort des Länder, lesquels en délèguent l’application, selon le principe de subsidiarité, au plus petit échelon administratif sans véritable chaîne hiérarchique dans les échelons supérieurs.
L’organisation territoriale de l’Allemagne est complexe, comprenant de nombreux échelons possibles, mais dont la plupart (Verband, Bezirk, Amt…) n’existent que dans certaines zones. Le nombre d’échelons varie considérablement d’une région à l’autre, reflet de la structure longtemps très éclatée de l’Allemagne, jusqu’à 1870. Les trois échelons existant théoriquement partout sont le Land (« Etat »), le Kreis (« circonscription », parfois aussi traduit par « arrondissement » mais qu’il faut bien distinguer de l’échelon administratif français) et la Gemeinde (commune). Cependant certains de ces trois échelons sont fusionnés par endroits : Berlin et Hambourg sont tout à la fois un Land, un Kreis et une Gemeinde ; les Stadtkreise, très nombreux, sont la fusion d’un Kreis et d’une Gemeinde.
Les communes (Gemeinde) non liées à un autre échelon administratif ont des attributions administratives limitées. L'article 28 §2 de la Loi fondamentale allemande leur garantit cependant le droit de gérer, sous leur propre responsabilité et dans les limites fixées par la loi, les affaires de la communauté locale. En pratique, outre quelques actions en matière de commerce, d’implantation d’entreprises et de culture, leur principale marge d’autonomie concerne l’action sociale et la jeunesse, par l’intermédiaire du Jugendamt. Ce phénomène s’explique, pour certains auteurs, par le caractère beaucoup plus communautaire qu’administratif de la Gemeinde en Allemagne, incarnation auto-administrée de l’intérêt général citoyen de proximité, disposant d’un parlement autonome élu au suffrage universel.
La loi de 1991 impose la création d’un Jugendamt à tout échelon territorial regroupant 100 000 à 130 000 habitants, ce qui correspond en général à un Kreis ou à un Stadtkreis. Toutefois certaines communes de plus de 20 000 habitants en Rhénanie du Nord et Westphalie possèdent leur propre Jugendamt. Il existe actuellement environ 600 Jugendämter locaux (de Kreis ou de commune) en Allemagne, et quelques-uns aux niveaux des Länder.

### Fonctions
Elles sont définies  par le livre VIII du code social (« code social VIII », ou SGB VIII en allemand), relatif à l'aide à l'enfance et à la jeunesse, et pour ce qui concerne la collaboration avec les tribunaux, par le code civil qui fixe les mesures de protection des enfants lorsque les parents ne veulent pas ou ne sont pas en mesure d'en assurer le bien-être. Le droit procédural en matière familiale, et les missions du Jugendamt, ont fait l’objet d’une refonte avec la Loi relative à la procédure en matière familiale et gracieuse (FamFG, Gesetz über das Verfahren in Familiensachen und in den Angelegenheiten der freiwilligen Gerichtsbarkeit), entrée en vigueur au 1er septembre 2009 et étendant la compétence des tribunaux de la famille à tous les objets liés en pratique aux liens sociaux créés par le mariage et la famille. Le Jugendamt dispose d’une importante marge d’autonomie pour saisir d’office le tribunal lorsqu’il estime un mineur en danger, éventuellement à la demande d’un mineur sans l’accord de ses parents.
Actuellement, les missions du Jugendamt sont définies par l’article 2 du code social VIII. Il intervient ainsi :
1. pour décider et mettre en œuvre, en associant les enfants au processus décisionnel, toutes les mesures de protection des mineurs prévues par le code social, dès lors que les parents ne s'y opposent pas et sont en mesure de les appliquer ou de s'y conformer :
  - soutien à l’éducation et à la famille (art. 16 à 21 du livre VIII du code social),
  - soutien à l’emploi des jeunes (art. 11 à 14 du livre VIII du code social),
  - prestations destinées aux enfants dans les établissements de jour,
  - aide éducative apportée aux parents en difficultés ;
2. de manière obligatoire dans toute procédure judiciaire en matière familiale, notamment sur l’autorité parentale, la fixation de la résidence d’un enfant chez un parent, le droit de visite d’un parent (art.162 de la loi de procédure en matière familiale et gracieuse, FamFG) : le Jugendamt est obligatoirement partie à toute procédure en matière familiale comme « parent d’Etat » à côté des parents physiques, disposant à ce titre d’un droit de recours contre toute décision ; le tribunal n’a donc pas la possibilité de statuer sans avoir consulté les agents du Jugendamt, ni les avoir convoqués obligatoirement à toute audience orale ;
3. dans toutes les autres matières civiles impliquant un mineur, notamment les tutelles (articles 55 du code social VIII, 1751 et 1791 du code civil) et adoptions (art. 50 du code social VIII), l’autorité parentale pouvant être confiée au Jugendamt lorsqu’elle est retirée aux parents physiques ;
4. de manière obligatoire dans toute procédure judiciaire pénale impliquant un mineur, en tant que conseiller du juge (article 38 de la loi sur l’assistance aux tribunaux des mineurs, « Jugendgerichtsgesetz » ou JGG)
5. comme intermédiaire (« Beistand ») d’après l’article 1713 du code civil allemand :
  - dans les déclarations sur l’état des personnes (art.59 du code social VIII) : les reconnaissances de paternité et les déclarations  de partage d’autorité parentale pour les enfants nés hors mariage se font devant un agent du Jugendamt agissant comme officier d’état-civil (pour ces enfants, seule la mère possède par défaut l’autorité parentale en Allemagne, art. 1626a alinéa 3 du code civil allemand (BGB) ;
  - pour le recouvrement des pensions alimentaires auprès du parent débiteur, le Jugendamt intervenant d’office ou à la demande du parent créancier comme intermédiaire ;
6. dans le placement d’enfants contre la volonté des parents (art. 1666 du code civil, art. 42 du code social VIII) : le Jugendamt dispose de pouvoirs très étendus de retrait d’office d’enfants à leur famille, si besoin par la force avec assistance policière, en cas de menace réelle ou supposée. Une loi de 2008 a encore élargi ces pouvoirs, en autorisant le recours du Jugendamt au placement « préventif » (sans accord de l’autorité judiciaire) de l’enfant sur simple dénonciation contre les parents[13].

### Structure et fonctionnement au niveau local (Kreis et/ou commune)
À la différence d’autres administrations allemandes, le Jugendamt remplit ses missions au moyen d’une double structure : 1) une commission d'aide à la jeunesse (Jugendhilfeausschuss), qui joue le rôle d'organe directeur, et 2) une administration, qui a une fonction d'exécution. Organe de décision, la commission d'aide à la jeunesse traite de toutes les affaires relatives à la protection de l'enfance. Elle a en particulier un rôle de proposition et de planification, et apporte son soutien aux associations actives dans ce domaine.
En application du livre VIII du code social, cette commission est composée :
- pour trois cinquièmes de membres de l'assemblée de l'arrondissement ainsi que de personnes choisies par cette assemblée en raison de leur compétence particulière en matière de protection de l'enfance ;
- pour deux cinquièmes de personnes choisies par l'assemblée de l'arrondissement parmi celles présentées par les associations reconnues qui s'occupent de la protection de l'enfance.

Ces membres sont tous titulaires du droit de vote. Par ailleurs, chaque Land peut prévoir que d'autres personnes font partie de cette commission, avec voix consultative pour la plupart d'entre elles. Les seuls membres supplémentaires auxquels le droit de vote peut être attribué sont le directeur des services administratifs de l'arrondissement ainsi que celui de l'office de la jeunesse. En pratique, ces commissions peuvent compter parmi leurs membres des juges du tribunal de la famille ou des tutelles, des délégués des administrations concernées par la protection de l'enfance (police, éducation, santé, etc.), des représentants des différentes confessions et des représentants des communautés étrangères.
L'administration de la commission d'aide à la jeunesse se charge de la gestion courante de la protection de l'enfance dans le cadre des statuts de l'office de la jeunesse ainsi que des décisions de l'arrondissement et de la commission d'aide à la jeunesse.

### Structure et fonctionnement des jugendämter de Land
Les commissions locales d'aide à la jeunesse sont soutenues par les Jugendämter des Länder, dont la création est prévue par le code social. Ils ont une structure comparable à celles des jugendämter des Kreis et des communes. Leur organe directeur est une commission composée pour deux cinquièmes de représentants des associations de protection de l'enfance, les autres membres étant désignés conformément aux dispositions prises par chaque Land. Le Jugendamt du Land a une mission de conseil auprès des acteurs locaux de la protection de l'enfance que sont les Jugendämter communaux et les associations, ainsi qu’un rôle de coordination, de planification et de formation.

### Délégation du travail social au secteur privé associatif
À côté de l’administration territoriale de proximité (communes et Kreis), les mouvements associatifs et religieux constituent historiquement un des supports essentiels de la solidarité avec les enfants et la jeunesse.  En vertu du principe de subsidiarité, l’action publique doit céder le pas à l’action privée, dans le domaine social comme dans d’autres. Ces associations puissantes, traitant d’égal à égal avec les pouvoirs publics et regroupant une part importante des salariés et des financements du secteur social, caractérisent selon E.Archambault le « modèle rhénan » que l’on retrouve aussi en Autriche, Belgique, Pays-Bas, Suisse.
Ces associations en Allemagne sont dites « freie Träger » (responsables privés) de l’aide sociale, agissant aux côtés des pouvoirs publics (Jugendamt) dits « öffentliche Träger » (responsables publics). Six associations accaparent l’essentiel de cette aide privée : trois sont confessionnelles, Caritas pour les catholiques, plutôt au sud du pays, l’Œuvre  Diaconale (Diakonisches Werk) de l’église évangélique, plutôt au nord, et l’organisme central des Œuvres Juives d’Allemagne ; l’une est d’origine syndicale, l’Œuvre des Travailleurs ; les deux dernières sont neutres, l’Association paritaire des œuvres sociales et la Croix Rouge.
Le financement des actions sur le terrain s’effectue par les communes, qui remboursent aux associations et fondations privées déclarées (« eingetragener Verein » abrégé en « e.V. ») ayant passé convention la part la plus importante (environ 85 %) des dépenses d’aide et de protection de la jeunesse. Parallèlement, ces puissantes associations et fondations ont recours pour partie à l’auto-financement par les cotisations ou dons déductibles des impôts, notamment le denier du culte (reconnu par la Loi Fondamentale fédérale) pour les organismes confessionnels. Certains exercent une influence considérable dans le domaine de l’enfance et de la jeunesse, comme la fondation catholique Caritas qui gère pour le seul diocèse de Fribourg 24 internats d’enfants et plus de 1000 travailleurs sociaux.

## Critiques contre le Jugendamt allemand

### Nature des critiques
Peu d’institutions publiques en Europe font l’objet de critiques aussi récurrentes que le Jugendamt allemand, aussi bien en Allemagne qu’à l’étranger. Nombre de ces critiques ne visent pas seulement le Jugendamt, mais l'ensemble du système allemand législatif, juridique et social de protection de l'enfance dans lequel il intervient, système qu'elles dénoncent comme étant l'un des plus autoritaires, intrusifs et inégalitaires au monde. Sont stigmatisés en particulier):
- la présence obligatoire du Jugendamt dans toutes les procédures judiciaires concernant un enfant, et son statut de juge et partie: le Jugendamt est partie obligatoire (imposée par la loi) à la procédure, sorte de "parent d'Etat" siégeant devant le juge entre le père et la mère, et en même temps "juge de fait" par son rôle de conseiller obligatoire du juge qui lui confie systématiquement la responsabilité exclusive de l'enquête sociale sur laquelle la décision finale va s'appuyer;
- les pouvoirs excessifs donnés aux agents du Jugendamt dans ces procédures, leur manque de formation, leur culture de l'abus de pouvoir, l'absence complète de contrôle administratif sur leurs pratiques, et l'impossibilité de tout recours contre leurs décisions par les usagers qui s'estiment lésés;
- l'incompatibilité de ce rôle judiciaire du Jugendamt avec une procédure équitable, en raison du caractère quasi systématique de favoritisme par le Jugendamt d'un parent (la mère[20]; le parent allemand en cas de couple binational) au détriment de l'autre;
- le nombre exorbitant de placements forcés d'enfants avec déchéance de l'autorité parentale en Allemagne: de source officielle, 12700 cas pour l'année 2011 dont 9600 cas de transfert de l'autorité parentale au Jugendamt[21], soit 50 fois plus qu'en France où moins de 200 enfants sont concernés chaque année[22];
- la discrimination par la loi allemande des enfants nés hors mariage par rapport aux enfants "légitimes" (articles 1616 à 1698 du code civil allemand[23]), et la discrimination des pères d'enfants nés hors mariage par l'interdiction d'exercer l'autorité parentale d'office (art.1626[23]).

### Critiques en Allemagne
Pour MJ Leonard, auteur du « Schwarzbuch Jugendamt » (livre noir du Jugendamt), le Jugendamt a commencé à perdre la confiance de la population allemande au début des années 1990, pour plusieurs raisons. Tout d’abord, l’institution a considérablement accentué ses interventions de placement d’enfants contre la volonté des parents dans le contexte économique et social difficile de la réunification, craignant un regain de maltraitance infantile dans les familles pauvres et « suspectes » de l’Est. L’affaire Marc Dutroux aurait également, comme ce fut le cas en France avec la circulaire Royal de 1997, fortement encouragé en Allemagne les dénonciations de pédophilie, et semé un climat de paranoïa au sein des services sociaux. L’affaire de Worms (Wormser Prozesse), dans laquelle 25 personnes entre 1993 et 1997 furent accusées de pédophilie et emprisonnées avant d’être toutes acquittées, réalisa un séisme judiciaire comparable à l’Affaire d'Outreau en France. Le Jugendamt acquit alors le surnom d’« institution du kidnapping » (Kinderklau Behörde).
À cela s’ajoute l’évolution progressive de la société allemande durant les années 1990, comme ailleurs, vers une conception plus égalitaire des rôles parentaux dans l’éducation des enfants. Des mouvements de pères demandant le renforcement de leurs droits à élever leurs enfants sont apparus. La tradition allemande beaucoup plus marquée qu’ailleurs d’exclusivité maternelle dans l’éducation des enfants, et l’avis obligatoire, dans les procédures de garde d’enfants, du Jugendamt très imprégné de cette tradition maternaliste, ont fortement discrédité le Jugendamt auprès de ces très nombreux pères privés de lien avec leurs enfants, ce que l’hebdomadaire Der Spiegel a appelé « la société sans père » dans une édition spéciale de novembre 1997. La Cour européenne des Droits de l'Homme a condamné l'Allemagne de nombreuses fois depuis 2000 pour cette raison, sur le fondement de l’article 8 de la Convention européenne des droits de l’Homme qui consacre le droit au respect de la vie familiale: affaires Elsholz (2000), Kutzner (2002), Sommerfeld, Sahin, Niederböster (2003), Haase (2004), Görgülü (2005), Skugor (2007), Zaunegger , Döring, Anayo , Tsikakis, Schneider (2011).

### A l’étranger
À l’étranger, la dénonciation de l’autoritarisme du Jugendamt et des juridictions allemandes de la famille a fait irruption au milieu des années 1990, à l’initiative de plusieurs centaines de pères français et américains, dont nombre de militaires stationnés en Allemagne, mariés sur place et interdits par les autorités allemandes de tout contact avec leurs enfants. Des parlementaires avaient attiré l’attention sur ce phénomène; des discussions entre gouvernements avaient eu lieu. Plusieurs affaires firent grand bruit: celle de Cosette Lancelin après l'enlèvement spectaculaire des enfants par le père allemand ; celle de Maurice Elfeke, Français emprisonné arbitrairement en Allemagne ; et celle de Catherine Laylle, franco-britannique interdite depuis 1994 de tout contact avec ses deux garçons que leur père allemand avait enlevé illégalement mais avec le soutien des juridictions allemandes. Elle avait décrit dans un livre publié en 1996 le piège infernal tissé par l’État allemand pour séquestrer ses enfants : procédures urgentes et secrètes des tribunaux, manipulation des enfants pour qu’ils témoignent contre le parent étranger, fausses expertises psychologiques, procès truqués, protection policière des enfants contre le parent étranger… C.Laylle, remariée en 1997 avec l’ambassadeur britannique à Washington, a obtenu le soutien du président américain Clinton, mais à part une brève rencontre en 2004 avec ses enfants, elle ne les a jamais revus.
Dans les années qui suivirent, alors que de tels cas se multipliaient, et malgré les prises de parole alarmistes de nombreux parlementaires dont le député Pierre Cardo, les partenaires économiques de l’Allemagne se contentèrent de nommer une commission paritaire, en 1999. Privée de moyens, elle fut dissoute après quelques années. Une législation européenne a ensuite été établie sur la compétence des tribunaux de la famille et la reconnaissance des décisions judiciaires : le règlement « Bruxelles II » en 2001, remplacé en 2005 par le règlement CE 2201/2003 dit Bruxelles II bis.

### Associations
Au début des années 2000 s’est constitué le CEED (conseil européen des enfants du divorce), collectif de parents européens séparés d’un conjoint allemand et se plaignant d'être interdits par les administrations allemandes (Jugendamt, tribunaux, ministère de la justice) de tout contact avec leurs enfants retenus en Allemagne. Olivier Karrer, père franco-allemand dans cette situation, anime ce collectif depuis 2001. Sur le site internet du CEED, il dénonce les méthodes du Jugendamt et des tribunaux allemands chargé de la famille, dont l’unique objectif selon lui est de séquestrer les enfants sur le territoire allemand et d’éliminer les parents étrangers, non sans les obliger à verser de lourdes pensions alimentaires. Un avocat français exerçant à Berlin et spécialisé dans le droit de la famille a apporté son expertise au CEED en 2006, expliquant les procédures de droit allemand permettant l’exclusion totale et définitive des parents étrangers dans de nombreuses situations. Le CEED se réclame d'un caractère international sur son site internet rédigé en plusieurs langues. Bien que le statut d'association française loi de 1901 (datant de 2001) y figure, il n'est pas fait mention depuis plusieurs années d'un fonctionnement associatif régulier de type rapport moral ou assemblée générale. Le CEED paraît davantage fonctionner comme un réseau informel transfrontalier, essentiellement animé par des Français. Malgré l'incarcération d'O.Karrer depuis l'été 2012, le site internet reste actif.
Parmi les proches ou sympathisants du CEED, l'histoire la plus médiatisée est celle de Marinella Colombo, une linguiste italienne mariée à un Allemand dont elle a eu deux fils au début des années 2000. Après son divorce et ayant trouvé un emploi à Milan, elle a cherché à s'y installer avec les enfants mais ceux-ci lui ont été retirés par le Jugendamt. Au terme de plusieurs tentatives pour les revoir, elle a fait l’objet d’un mandat d’arrêt européen émis par l'Allemagne, et a été arrêtée en Italie selon une procédure qu’elle dit truquée : le mandat d’arrêt allemand aurait été émis avec une date falsifiée avant qu’elle ne quitte l’Allemagne, et son départ avec ses enfants aurait été légal puisqu’elle détenait la garde parentale. M.Colombo a finalement été condamnée pour enlèvement d'enfant par un tribunal italien et assignée à résidence durant plus d'un an, jusqu'en avril 2012. Son histoire a été très fortement médiatisée en Italie, notamment à la télévision et en conférences de presse avec des élus, puis racontée dans un livre autobiographique paru en 2012, "Non vi lascero soli" ("Je ne vous laisserai pas seuls", Ed.Rizzoli).
À côté des Français et des Italiens, un troisième grand pôle associatif de parents s'est constitué en Pologne contre le Jugendamt, principalement depuis 2006. À cette époque, plusieurs parents Polonais séparés d'un conjoint allemand ont déposé des plaintes (no 0038/2006, 0712/2006, 0713/2006, 0848/2006, 0849/2006, 1008/2006) contre le Jugendamt auprès de la commission des pétitions du Parlement Européen, relayés par des eurodéputés de leur pays (voir paragraphe suivant). Leurs doléances concernaient surtout l'interdiction de parler polonais avec leurs enfants lors des visites surveillées par le Jugendamt. Certains de ces parents ont alors créé à Berlin une association (http://dyskryminacja-berlin.de/), actuellement toujours active et présidée par Marcin Gall (par ailleurs candidat - non élu - aux élections législatives polonaises de 2011).
En juillet 2012, un mandat d’arrêt européen a été lancé par l’Allemagne contre plusieurs proches du CEED dont Olivier Karrer  pour enlèvement d’enfant et association de malfaiteurs, ainsi que l'Allemande Silvia Kalina. Plusieurs parlementaires français ont dénoncé le caractère abusif de cette procédure et mis en doute l’authenticité des preuves,. Olivier Karrer, visé par un double mandat d'arrêt allemand et italien, a été emprisonné plusieurs mois en France avant d'être extradé vers l’Italie fin octobre 2012. Le 5 juin 2013, le tribunal de Milan a condamné Silvia Kalina à deux ans d'emprisonnement, et Olivier Karrer à quatre ans, pour associations de malfaiteurs et soustraction de mineur.
Début octobre 2012 un autre Français sympathisant du CEED, sans contact avec ses deux enfants retenus depuis plusieurs années en Allemagne, a fait l’objet d’un mandat d’arrêt européen émis également par l’Allemagne en raison d’arriérés de pension alimentaire de quelques milliers d’euros. La Cour de Cassation a validé la procédure fin novembre 2012 malgré plusieurs semaines de grève de la faim de l’intéressé et des soutiens politiques dénonçant le caractère disproportionné de la mesure pénale,.
Fin janvier 2013, un troisième Français du CEED, proche des deux précédents, a été incarcéré par les autorités françaises lui aussi sur mandat d'arrêt européen pour tentative d'enlèvement de son enfant en 2010. La sénatrice Joëlle Garriaud-Maylam a publiquement dénoncé, dans une lettre au Garde des Sceaux, le caractère doublement illégal du mandat d'arrêt: non seulement une décision judiciaire française reconnue par l'Allemagne avait déjà attribué la résidence de l'enfant franco-allemand au père français au moment des faits (l'enlèvement est donc légalement impossible), mais les faits en question ont déjà été jugés en Allemagne.

### Au Parlement européen
Le règlement dit « Bruxelles II bis » n’a pas fait disparaître les critiques contre le système socio-judiciaire allemand : saisi de centaines de plaintes identiques portant uniquement sur l’Allemagne, de la part de parents français, polonais ou italiens notamment, la commission des pétitions du Parlement européen a établi un groupe de travail permanent sur le Jugendamt en 2006. En mars 2007, ce groupe s’est rendu en Allemagne à des fins d’enquête, et mentionne dans ses conclusions que « le problème de la discrimination ferait suite aux mesures prises par les services allemands de protection de la jeunesse (Jugendämter) qui rendent difficile, voire impossible, tout contact du conjoint non allemand avec son enfant. En particulier, les pétitionnaires critiquent le fait que, lorsqu’ils rencontrent leurs enfants, les surveillants du Jugendamt contrôlent si le parent parle à son enfant en allemand, et si l’enfant ou le parent parle dans une langue que le surveillant ne comprend pas (par exemple en polonais), ils interrompent la conversation. Par ailleurs, les responsables officiels menaceraient d’interdire aux parents non allemands tout contact avec leur enfant s’ils n’obéissent pas à leurs ordres. »,
En octobre 2007, un symposium international sous l’égide de la présidente de la commission internationale des ONG du Conseil de l’Europe, et consacré aux violations de la Convention Européenne des Droits de l’Homme a débouché sur la publication de la Déclaration de Bamberg. Ce texte reprend en détail les violations concernées, et formule aux instances décisionnaires européennes un certain nombre de recommandations.
En octobre 2008, le député européen Polonais Boguslaw Rogalski a présenté au Parlement Européen une déclaration écrite considérant  « l'avis de la Commission mettant en lumière des pratiques discriminatoires appliquées par les services sociaux allemands d'aide à la jeunesse, ou "Jugendamt" » et « les quelque 250 plaintes introduites auprès de la commission des pétitions contre le "Jugendamt" ». Il déclarait que « l'éducation selon les principes du "Jugendamt" conduit à la xénophobie, à l'intolérance et la discrimination ethnique et raciale ».
Au même moment, dans son rapport d’activité de 2007 publié le 10 septembre 2008, la commission des pétitions du parlement européen constatait (page 17): «  Une autre question liée à celle des droits des citoyens, tels que reconnus par la Charte, a été soulevée par un très grand nombre de personnes qui affirment que l'agence chargée de la protection de l'enfance en Allemagne – le Jugendamt – prend en fait des décisions beaucoup trop arbitraires et discriminatoires, très souvent au détriment de l'enfant, à la suite de la séparation ou du divorce des parents de nationalités différentes – le parent de nationalité allemande obtenant une décision à son avantage, et l'autre, ressortissant d'un autre pays, tel que la Pologne, la France, la Belgique, apparaissant dans une position de victime ».
Devant l’afflux continu de pétitions sur le même sujet, la commission des pétitions a édité un nouveau rapport quelques mois après (janvier 2009), mentionnant que « dans certains cas extrêmes, l’entêtement d’un parent non allemand finit par le priver de ses droits parentaux. Ce type de procédure «inhumaine» foule aux pieds les droits des parents et des enfants. […] Plusieurs parents pétitionnaires affirment que le Jugendamt leur a retiré leurs enfants sans avertissement préalable au motif d’une incapacité physique ou mentale empêchant les intéressés d’assurer leur éducation. Au lieu de se baser sur des faits, les autorités fondent fréquemment leurs décisions sur des avis et des préjugés subjectifs. […] Toute résistance aux fonctionnaires de cette institution allemande est inutile, voire dangereuse. […] Ces derniers menacent en permanence les parents de manière détournée via le retrait des droits de visite ou de garde parentale et qu’ils ont le pouvoir de mettre ces menaces à exécution avec ou sans décision du tribunal. »
Peu après, en avril 2009, la commission des pétitions rappelle ces discriminations dans son rapport annuel d’activité de 2008 (page 17). Une session de travail de plusieurs heures a également été consacrée à ce sujet en octobre 2010 ; y sont intervenus deux pétitionnaires italiens victimes du Jugendamt, Massimo Moltoni et Marinella Colombo, plusieurs députés européens ainsi que la commissaire européenne Viviane Reding.
Devant l’afflux continu de pétitions de parents européens d’enfants séquestrés en Allemagne, dénonçant les violations graves du droit par les autorités allemandes, la commission des pétitions a repris ses travaux sur ce sujet en mai 2011. Une enquête en Allemagne a été organisée en novembre 2011 par plusieurs députés membres de la commission des pétitions. Une dépêche française de l’AFP du 18 janvier 2012, largement reprise par les grands médias français, résume leurs conclusions : « le Parlement européen est saisi de plus de 120 pétitions dénonçant les procédures allemandes en matière de divorce et de garde d'enfants, notamment lorsqu'elles impliquent un parent étranger. "Le nombre de sollicitations que nous recevons sur ce thème est faramineux. Il y a un problème structurel en Allemagne", estime l'eurodéputé français conservateur Philippe Boulland ». La commission des pétitions a publié le 13.09.2012 un document de travail en lien avec cette mission d’étude, formulant un certain nombre de recommandations. L'eurodéputé Philippe Boulland a dénoncé officiellement l'obstruction du personnel politique et parlementaire allemand lors de la rédaction du document de travail.
Le 12 décembre 2012, les eurodéputés italiens Erminia Mazzoni (présidente de la commission des pétitions), Cristiana Muscardini et Niccolò Rinaldi ont organisé à Strasbourg un colloque consacré aux techniques du Jugendamt allemand pour "dépasser et abuser des règlements européens et des conventions et surtout d'utiliser le droit pénal (allemand) dans les affaires civiles de divorce dans lesquelles sont impliqués des enfants binationaux, la criminalisation conséquente du parent étranger, les discriminations impliquées et associées". À cette occasion, la députée C.Muscardini s'est émue de l'obstruction effectuée par le président (allemand) du parlement européen en personne contre l'organisation de cette réunion.
Le 29 novembre 2018 le Parlement européen a voté une résolution sur le Jugendamt (P8-TA(2018)0476). Bien que résultant comme toujours d'un compromis, ce texte invite clairement la Commission européenne à faire le nécessaire pour mettre un terme à l'arbitraire allemand, notamment du fait de "la discrimination contre des parents non allemands par le Jugendamt". Le Parlement regrette aussi l'absence de données statistiques permettant de constater que les recommandations du Jugendamt ne sont pas suivies servilement par les tribunaux allemands et rappelle à l'Allemagne ses obligations internationales. On n'a constaté aucune évolution en Allemagne depuis le vote de cette résolution.